# 水と緑と詩のまち前橋文学館
水と緑と詩のまち前橋文学館（みずとみどりとうたのまち まえばしぶんがくかん）または萩原朔太郎記念・水と緑と詩のまち前橋文学館（はぎわらさくたろうきねん・みずとみどりとうたのまち まえばしぶんがくかん）は、萩原朔太郎をはじめ前橋市にゆかりのある詩人の資料を展示する文学施設。

## 概要
1992年（平成4年）から1993年（平成5年）に群馬県前橋市の広瀬川河川緑地のほとりに総工費16億円をかけて建築され1993年（平成5年）9月3日に開館（一般公開は9月4日）。
鉄筋コンクリート造4階建てで敷地面積932.49㎡で延床面積2540㎡。2013年（平成25年）から一般財団法人前橋市文化スポーツ振興財団が指定管理者であったが2016年（平成28年）から前橋市の直営に戻している。年間の施設利用者数は49532人。
常設展のほかに多彩な企画展や萩原朔太郎賞の受賞者展も行っている。展示スペースや資料閲覧室やミュージアムショップのほかにもホールや研修室などの集会施設も備えている。ミュージアムショップでは展覧会目録や書籍のほかにもオリジナルグッズも販売。
2015年（平成27年）8月25日には萩原朔太郎記念・水と緑と詩のまち前橋文学館の1Fに「前橋まちづくり協議会」と前橋市と前橋市商工会議所が連携して「広瀬川バル　風河（Fugue）」がオープン。2017（平成29）年4月8日には広瀬川の対岸に萩原朔太郎の生家が移築復元されて萩原朔太郎記念館として公開された。
館長は2016年（平成28年）から萩原朔太郎の孫の萩原朔美。

## 沿革
- 1993年（平成5年）9月3日 - 開館[1][4]。
- 1997年（平成9年） - 第1回「詩のまち前橋若い芽のポエム」開催[4]。
- 2006年（平成18年） - 第1回「朔太郎音楽祭」（現「〜マンドリンのまち前橋〜 朔太郎音楽祭」）開催[4]。
- 2013年（平成25年） - 一般財団法人前橋市文化スポーツ振興財団を指定管理者とする[4][5]。
- 2015年（平成27年） - 「広瀬川バル　風河（Fugue）」オープン[7][8]。
- 2016年（平成28年） - 指定管理満了を機に市直営に戻す[4][5]。
- 2016年（平成28年） - 新館長に萩原朔太郎の孫の萩原朔美が就任[10][5][11]。

## 施設

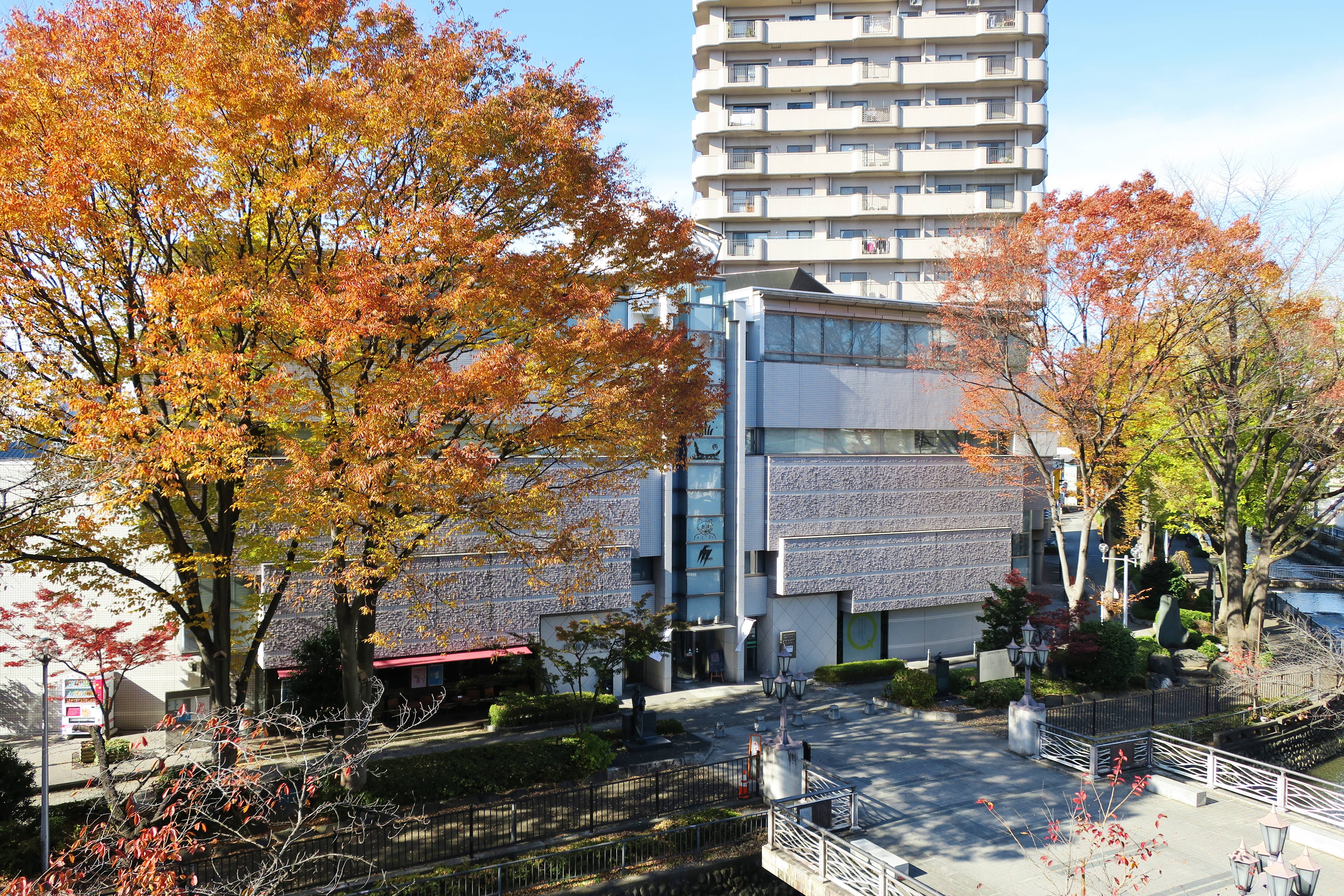
広瀬川河畔に建つ前橋文学館

正門前に置かれている萩原朔太郎像

### 1F
- 映像展示室
  - 詩のまち前橋やゆかりの詩人を映像で紹介するコーナー[2]。
- ミュージアムショップ
  - 展覧会目録や書籍やオリジナルグッズを販売[6]。
- 広瀬川バル　風河（Fugue）
  - テラス席を持つ小さなカフェ[7]。食事やコーヒーの他にもビールやワインも提供[7]。営業時間は11：00-23：00（日曜日と祝日は17：00まで）[7]。コミュニティFM「M・WAVE」を放送するブースも併設[7]。

### 2F
- 朔太郎展示室
  - 萩原朔太郎の原稿や遺品などを展示しているコーナー[2]。
- 企画展示室

### 3F
- ホール（120㎡、定員130人）
  - 文学に限らずコンサートや映画や講演などで使用される[2]。
- オープンギャラリー（150㎡）
  - 市民主催の写真展や絵画展に使用できるコーナー[2]。

### 4F
- 資料閲覧室
  - 萩原朔太郎記念・水と緑と詩のまち前橋文学館が所蔵する資料を閲覧できる[2]。
- 研修室（45㎡、定員30人）
  - 講座や研究会や会議などに適している[2]。
  - 3Fのホールに控室がないので必要な場合はここを使用する[2]。
- 情報処理室

## 利用案内
- 所在地：群馬県前橋市千代田町三丁目12-10[4][12][13]
- 開館時間：9:00-17:00（入館は16:30まで）[14]
- 休館日：水曜日（祝日の場合は翌日）、年末年始[14]。
- 常設展示入館料：一般・大学生100円、高校生以下は無料、各種障害者手帳の交付を受けた者及びその介護者は無料[14]。
- アクセス：関越自動車道・前橋ICから約15分[12]。JR前橋駅から徒歩で20分、タクシーで約5分、バスで約7分[12]。上毛電鉄中央前橋駅から徒歩で約5分[13]。
- 電話：027-235-8011[12][13]
- FAX:027-235-8512[12][13]

## 周辺

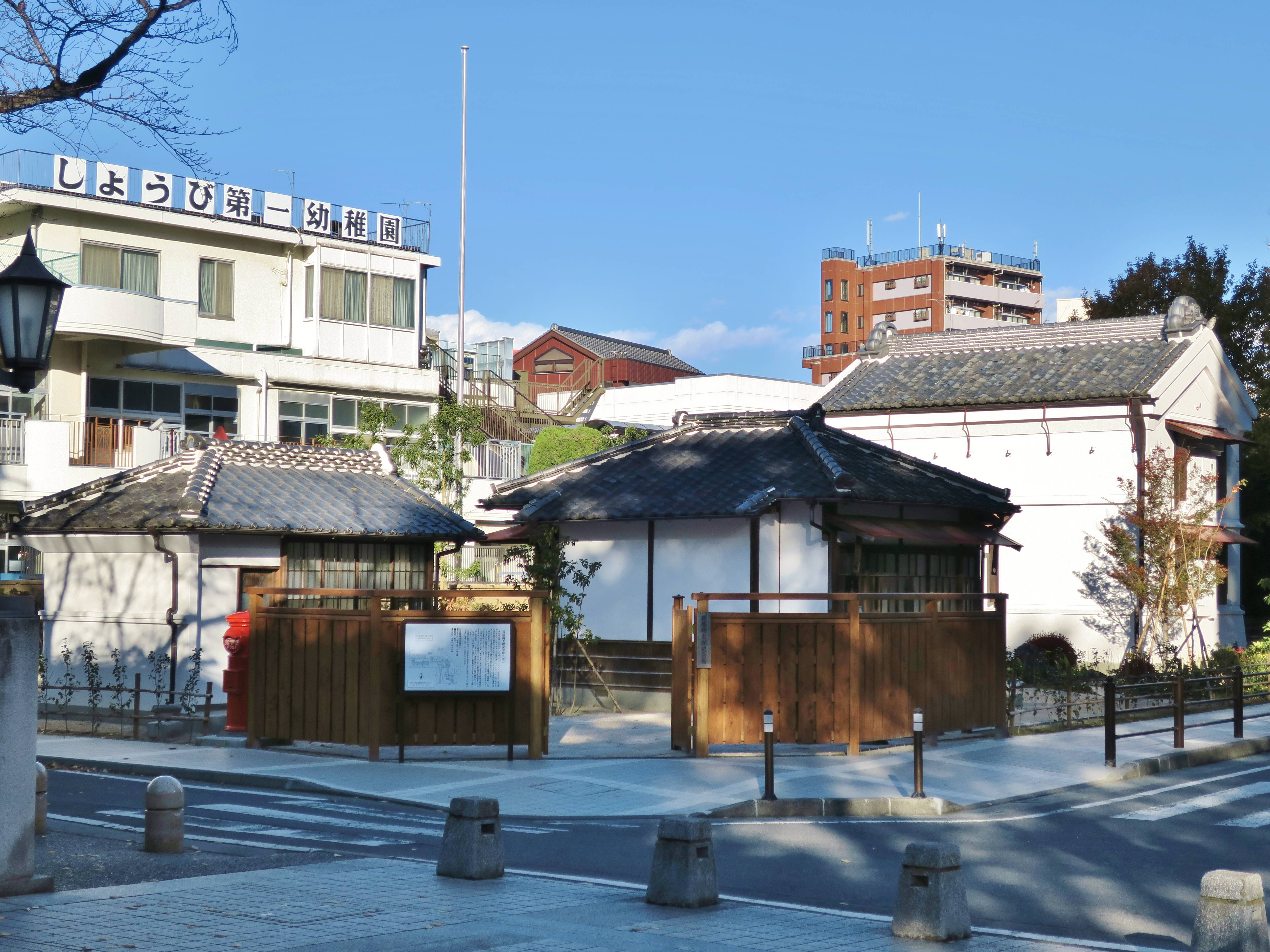
萩原朔太郎記念館

萩原朔太郎記念・水と緑と詩のまち前橋文学館の周辺の広瀬川河畔緑道にはさまざまな詩碑が置かれている。広瀬川の対岸には萩原朔太郎の生家が移築復元されて萩原朔太郎記念館になっている。

## 萩原朔太郎記念館
2017年4月8日に新たに開館。2016年秋ごろ、敷島公園から移築復元工事が始まり、3月に移転が完了した。移転先は文学館と広瀬川を挟んだ湖畔緑地の一角（敷地約380平方メートル）。詩集「月に吠える」などで知られる前橋市出身の詩人萩原朔太郎（1886～1942）の書斎などを展示する。展示施設は、土蔵、書斎、離れ屋敷などがあり、それぞれ同地で公開されている。